# Welder Ferreira da Cruz
Welder Ferreira da Cruz (Vitória, 25 de Dezembro de 1969), é um ex-futebolista brasileiro que atuava como atacante.

## Títulos
Desportiva Ferroviária
- Campeonato Capixaba: 1989, 1992,1994

Beira Mar
- Taça de Portugal: 1998–99[2]